# Eremophila tenella
Eremophila tenella är en flenörtsväxtart som beskrevs av Chinnock. Eremophila tenella ingår i släktet Eremophila och familjen flenörtsväxter. Inga underarter finns listade i Catalogue of Life.